# Pravlov
Pravlov (en allemand : Prahlitz) est une commune du district de Brno-Campagne, dans la région de Moravie-du-Sud, en République tchèque. Sa population s'élevait à 614 habitants en 2020.

## Géographie
Pravlov est arrosée par la Jihlava et se trouve à 3 km au sud-est de Dolní Kounice, à 18 km au sud-ouest de Brno et à 187 km au sud-est de Prague.
La commune est limitée par Dolní Kounice au nord-ouest, par Mělčany au nord-est, par Němčičky à l'est et au sud-est, par Kupařovice au sud, et par Trboušany à l'ouest.

## Histoire
La première mention écrite de la localité date de 1073.